# Niepokonany Seabiscuit (film)
Niepokonany Seabiscuit (ang. Seabiscuit) – amerykański dramat z 2003 roku w reżyserii Gary’ego Rossa na podstawie powieści Laury Hillenbrand pod tym samym tytułem. Zdjęcia kręcono w stanach Kalifornia, Kentucky i Nowy Jork.

## Fabuła
Opowiada historię znakomitego amerykańskiego konia wyścigowego z lat 30. XX w. Seabiscuit (1933–1947), a także trzech osób z nim związanych: jego właściciela, trenera i słynnego jednookiego kanadyjskiego dżokeja Johna „Reda” Pollarda (1909–1981).

## Obsada
- Tobey Maguire – Red Pollard
- Jeff Bridges – Charles Howard
- Chris Cooper – Tom Smith
- Elizabeth Banks – Marcela Howard
- William H. Macy – Tick Tock McGlaughlin
- Gary Stevens – George Woolf
- Annie Corley – pani Pollard
- Michael O’Neill – pan Pollard
- Chris McCarron – Charley Kurtsinger
- Valerie Mahaffey – Annie Howard

## Nagrody i nominacje
Oscary za rok 2003
- Najlepszy film (nominacja)
- Najlepszy scenariusz adaptowany – Gary Ross (nominacja)
- Najlepsze zdjęcia – John Schwartzman (nominacja)
- Najlepsza scenografia i dekoracje wnętrz – Jeannine Oppewall, Leslie A. Pope (nominacja)
- Najlepsze kostiumy – Judianna Makovsky (nominacja)
- Najlepszy montaż – William Goldenberg (nominacja)
- Najlepszy montaż dźwięku – Andy Nelson, Anna Behlmer, Tod A. Maitland (nominacja)

Złote Globy 2003
- Najlepszy film dramatyczny (nominacja)
- Najlepszy aktor drugoplanowy – William H. Macy (nominacja)

Nagroda Satelita 2003
- Najlepszy scenariusz adaptowany – Gary Ross (nominacja)
- Najlepsze zdjęcia – John Schwartzman (nominacja)
- Najlepsza scenografia – Jeannine Oppewall, Leslie A. Pope (nominacja)
- Najlepsze kostiumy – Judianna Makovsky (nominacja)
- Najlepsza muzyka – Randy Newman (nominacja)
- Najlepszy dźwięk – Andy Nelson, Anna Behlmer, Tod A. Maitland (nominacja)
- Najlepszy montaż – William Goldenberg (nominacja)
- Najlepszy aktor drugoplanowy w dramacie – Jeff Bridges (nominacja)